# Joana Mäder
Joana Heidrich Mäder (2 de outubro de 1991) é uma jogadora de vôlei de praia suíça medalhista de bronze nos Jogos Olímpicos de Verão de 2020.

## Carreira
Nos Jogos Olímpicos de Verão de 2016 ela representou  seu país ao lado de Nadine Zumkehr, caindo nas quartas-de-finais.